# Линкоферма
Линкоферма («линкфарма» в терминологии Яндекса, англ. link farm, разг. «линкопомойка») — в поисковой оптимизации (англ. SEO) так называемая «ферма» для разведения ссылок; группа веб-сайтов, каждый из которых содержит ссылки на другие сайты в группе; специально создаваемый сайт (обычно — большое количество сайтов), не несущий полезного контента, цель которого — накрутка индекса цитирования третьего сайта (сайтов) путём размещения ссылок на него (них).

Создатель Lenta.ru и Gazeta.ru блогер Антон Носик, так описывал работу «линкфармы»: 
Создавались так называемые «линг фармы» ― «фермы ссылок». Создавались в большом количестве фальшивые сайты, которые друг на друга ссылались. Так они повышали цитируемость друг друга, а потом ссылались на клиента, который заплатил, и повышали цитируемость этого клиента.